# Municipio de Chicontepec
El municipio de Chicontepec se encuentra ubicado en la zona norte del Estado de Veracruz en la región llamada Huasteca Baja, al oriente de México, es uno de los 212 municipios de la entidad. Está ubicado en las coordenadas 20°41” latitud norte y 98°01” longitud oeste, y cuenta con una altura de 260 m s. n. m.

## Historia
- 1886 Mediante Decreto de fecha 24 de mayo, el Gobernador Gral. Juan de la Luz Enríquez, ordena que la cabecera del Distrito Local Electoral debía ser Chicontepec.
- 1895 Determinación de límites entre Ixhuatlán y Chicontepec.
- 1910 La Villa de Chicontepec se eleva a la categoría de ciudad.
- 1920 Mediante Decreto de fecha 19 de mayo, se restituye a la ciudad de Chicontepec su categoría de Cabecera Municipal.
- 1934 Desaparición del municipio de Benito Juárez, anexando su territorio al de Chicontepec.
- 1937 Se deroga el Decreto que declara desaparecido el municipio de Benito Juárez.

## Geografía
El municipio lo conforman 162 localidades en las cuales habitan 48,609 personas, es un municipio categorizado como Semiurbano.
Sus límites son:
- Norte: Tantoyuca.
- Sur: Ixhuatlán de Madero.
- Este: Álamo Temapache y el municipio de Francisco Z. Mena y el municipio de Pantepec del estado de Puebla.
- Oeste:  Estado de Hidalgo.

Chicontepec tiene un clima principalmente  cálido con lluvias casi todo el año.

## Política
- Presidente Municipal 2022-2025:Lic. Armando Fernández de la Cruz
- Síndico: Emmanuel Guzmán Tiburcio
- Regidor Tercero: Lic. Luis Vite  Vite'
- Capitán Policiaco:Lic.Yael Montiel Guerra
- Director de obras públicas: Edson Olivares Torres
- Director de COMUDE: Alexis Hernández Trejo

## Demografía
- Población total 2000: 58.735
- Lugar estatal: 23°
- Participación de la población del estado: 0,85%
- Densidad 2000: 60,056 habs/km²
- Número de localidades 2000: 316
- Localidades rurales 2000: 315
- Localidades urbanas 2000: 1
- Población urbana 2000: 4.385
- Población rural 2000: 54.350
- Población indígena 2000: 45.386

### Poblaciones
- Ahuateno Chico
- Limontitla
- Tepoxteco
- Chicontepec de Tejeda
- Xicalango
- El Sitio
- Gral. Lázaro Cárdenas
- La Concepción
- Pepeyocal
- Pastorias
- Callejon Carrizalillo
- Francisco Villa
- Tecomate
- Jagüey
- Manantial
- Zacatal
- Monte Grande
- Ejido Emiliano Zapata
- La Guasima
- Tlacolula
- Mesa de Pedernales
- Gral. Ignacio Zaragoza
- El Aguacate
- Las Guiras
- Lindero Agua Fría
- Cerro Prieto
- Monte Negro
- Benito Juárez
- El Jabalí
- Las Palmas
- Paso Tlacolula
- Francia Nueva
- Pemuxtitla
- Tlamaya Pemuxtitla
- Tlaquextla Pemuxtitla
- Alahualtitla
- Achupil
- Limontitla
- Ahuatitla Arriba
- Ahuatitla Abajo
- El Chote Santa Teresa
- Palma Sola 1
- Palma Sola 2
- La Avanzada
- Ampliación Palma Sola
- Palma Sola (Los Manantiales)
- Tzapullo Postectitla
- Tzapullo Tecomate
- Aquixcruz
- Xochicuatepec
- Tlamaya Xochicuatepec
- Teacatl Tepenahuac
- Soltepec
- Ixcacuatitla
- La Guasima Ixcacuatitla
- Alaxtitla Ixcacuatitla
- Alaxtitla Postectitla
- Teacatl Amatlan
- Tepeica Ixcacuatitla
- Cuaxiloapa
- Tepoxteco
- El molino
- Ahuimol
- Ahuateno Chico
- Cuatzapotl
- Alaxcuatitla
- Ateno
- Tenexaco
- Aquitzintla
- El Tarro
- Ejido Tlanempa
- Cuatecometl Camotipan
- Cuatro Caminos
- Atlalco
- Zapotempa
- Camotipan
- Amatlan
- San Benito
- La Esmeralda
- Tlanempa Común
- Pilmirador
- Cuamixtepec
- Tlaica Xicalango
- La Guada
- Tepetzintla Xicalango
- Xicalango
- La Pimienta
- El Mirador
- La Heredad
- Zapotal Mirador
- Francia Vieja
- Topaltepec
- La Antigua
- El Real
- Chote La Antigua
- Pochoco
- Palo Flor
- Tepetzintla
- Otlatzintla
- La Puerta
- Seis Hermanos
- Tecomaxochitl Primero
- Alaxtitla Morenotlan
- Tzonzopilotl
- Alaxtitla Tepetzintla
- Cahuayoapa
- Cuatempa
- Cuatecometl Buena Vista
- Temoctla
- Tepexocoyo
- Lomas Temoctla
- Ejido Las Vegas
- La Ceiba
- Nuevo Tecerca
- Maguey Maguaquite
- Nuevo Paraje
- Canoas
- Sasaltitla
- Terrero
- Chalahuiapa
- Tenexco
- Ayoco
- Lindero Achupil
- Lindero La Ceiba
- Ahuica
- Las Puentes
- Las Placetas
- El Coyolito
- Carolino Anaya
- Palma Real Tepenahuac
- Zapotal Espinal
- Alaxtitla huixnopala
- El Ixtle Flores Magón
- Mesa de Tzonamatl
- Mesa de Ahuayo
- Mesa de Calcote
- El Cuartel

## Idiomas
Como todo mexicano se habla el español, sin embargo en esta zona de la huasteca baja existe una gran diversidad de culturas y tradiciones, reflejadas en las lenguas. La mayoría de las localidades se distinguen las lenguas; nahuatl y tének. Gran parte de la población pertenece a un grupo indígena nahua. 